# 仙禄湖
仙禄湖（せんろくこ、せんろっこ）は、長野県佐久市岩村田にある湖。岩村田用水の温水ため池で、建設時の名称は窪田頭温水溜池。「仙禄湖」の命名は佐藤春夫による。

## 地理

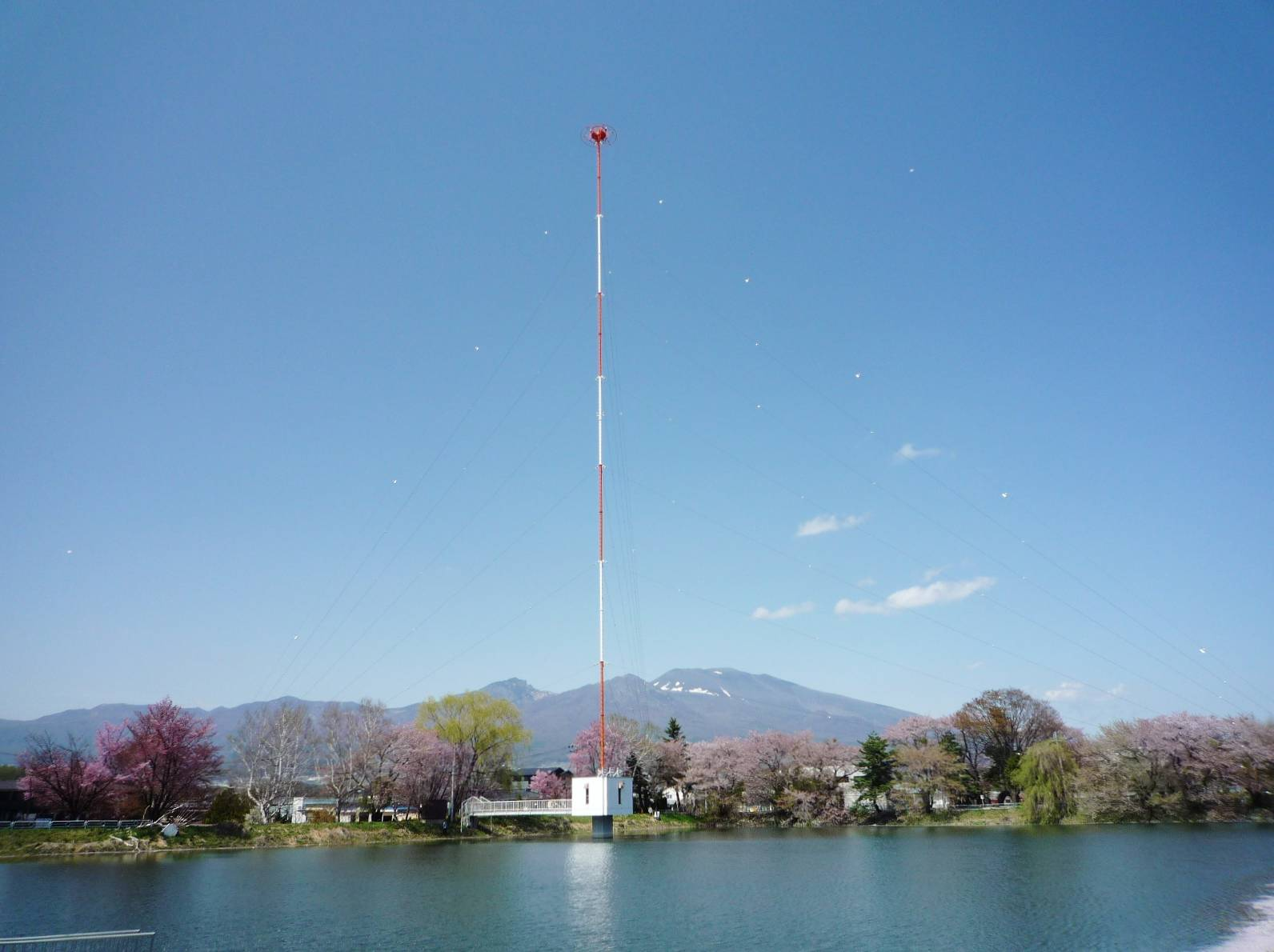
仙禄湖とSBC佐久ラジオ中継局、遠くに浅間山を望む

佐久市岩村田住吉町、上信越自動車道・佐久インターチェンジ付近にある人造湖である。標高740メートル、周囲長480メートルの四角形で、当地を流れる用水路・岩村田用水の水を湛える。貯水量は2万9,753立方メートル、面積は1.104ヘクタール（1町1反）。水深は最大3.4メートル、平均2.7メートルで、南側に行くほど深くなる。南東岸の地下を北陸新幹線が通過する。
湖畔には信越放送 (SBC) ラジオ放送中継局のアンテナがそびえ（地上高91メートル、詳細はSBC佐久ラジオ中継局を参照）、さらに周辺は「仙禄湖公園」（佐久市岩村田北1丁目36）として整備されている。公園の面積は5,770平方メートルで、作家の佐藤春夫・五島茂・五島美代子・若山牧水・有島生馬・阿部知二の文学碑を設置。広場やマレットゴルフコースがあり、市民の憩いの場となっている。春は桜が美しい。

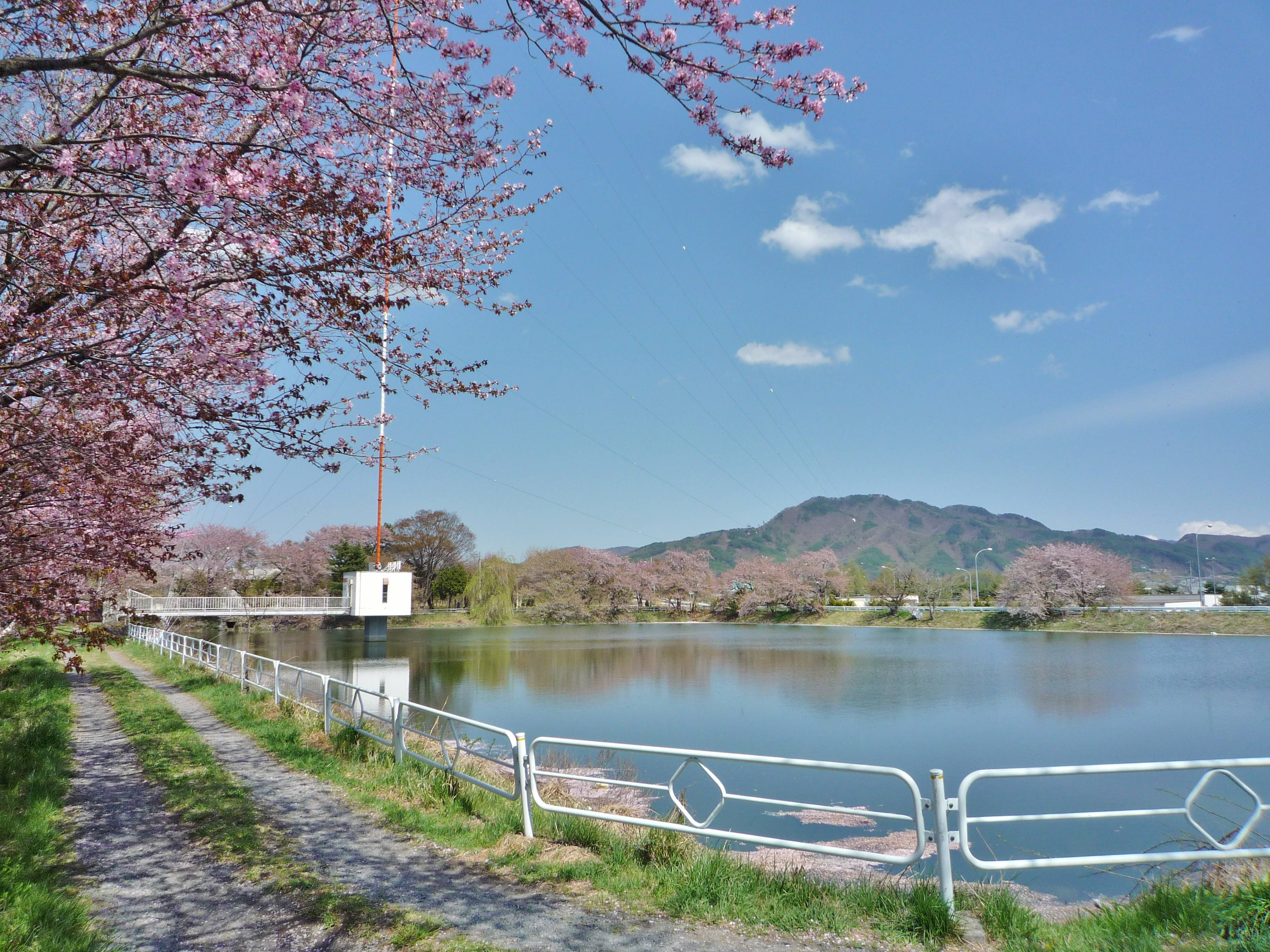
湖畔より平尾山を望む

## 歴史

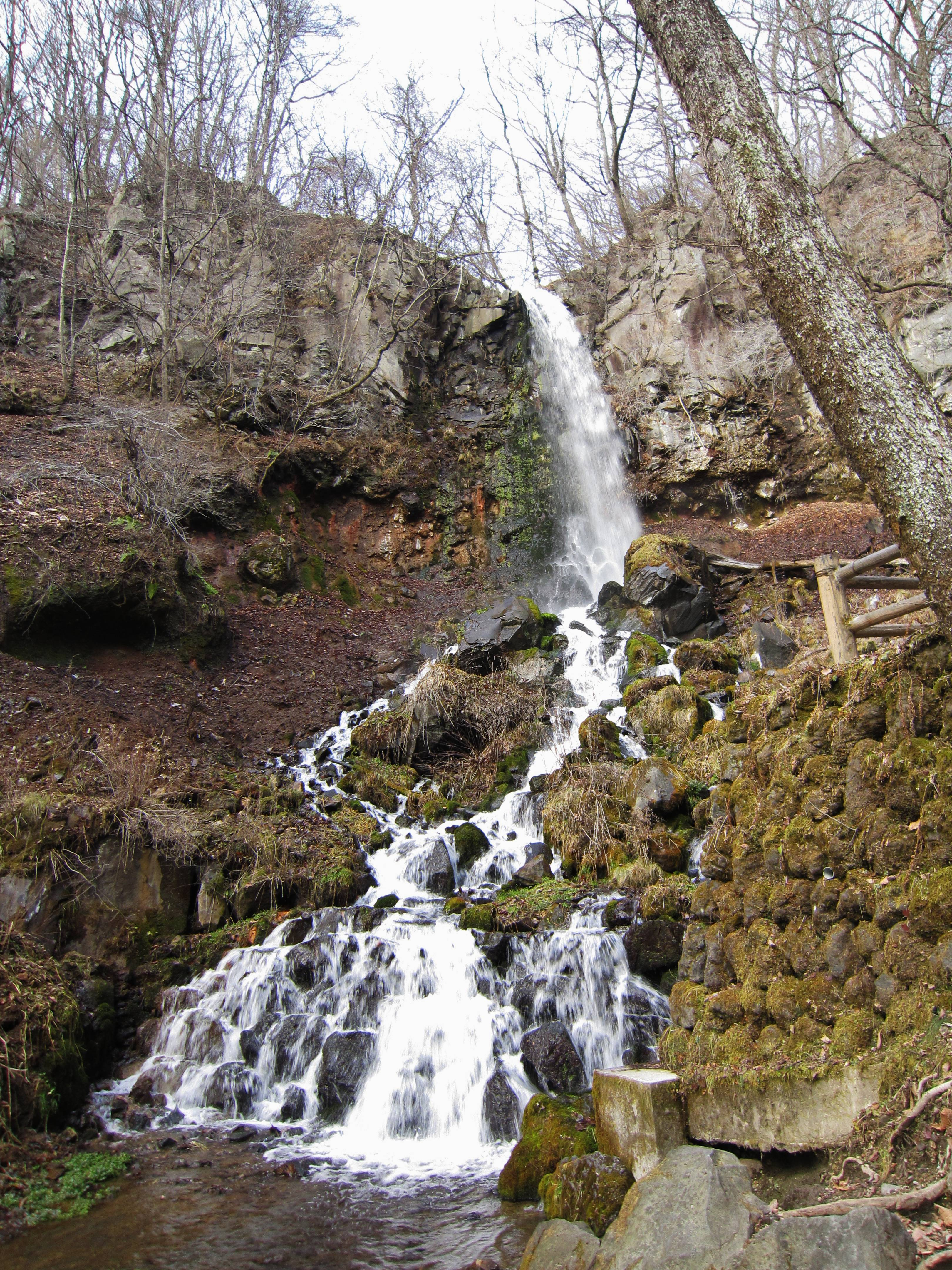
水源・千ヶ滝（軽井沢町）

仙禄湖は、「県営窪田頭温水溜池造成事業」の一環として、1954年（昭和29年）1月から1956年（昭和31年）1月までの工期で建設された人造湖である。事業主体は岩村田土地改良区、事業地域は岩村田（砂田・長土呂）である。
湖を湛える岩村田用水は北佐久郡御代田町鰍沢において千ヶ滝湯川用水（御影用水）から分水するものであり、その水源は浅間山のふもと、標高1,000メートル付近に位置している。当地を流れる主要河川の一つである湯川は、侵食により人里よりも低地を流れているため、千ヶ滝湯川用水のように湯川を水源として利用するためには上流の山腹で取水し、長大な用水路で導く必要があった。こうしたことから、岩村田用水は夏の一番暑い時期でも水温はセ氏16度前後と低温で、農作物の生育・収穫量に悪影響をもたらした。
1954年1月、長野県は県営窪田頭温水溜池造成事業の一環として、当時の北佐久郡岩村田町に温水ため池の建設を開始。高さ5メートルの土手で囲った池に岩村田用水の水を貯え、水温を上昇（高くてセ氏30度程度）させたのち、毎晩18時から6時までの間に下流へと放流する計画である。水門には丸島式スルースゲートを採用。また、当地は火山灰が堆積してできた土地であったことから、粘土98パーセントにシリカライト2パーセントを添加した二和土（たたき）を土手や底面に用い、漏水防止に万全を期した。池の造成は1955年（昭和30年）に完了し、事業は1956年1月に完成した。昭和30年代にはコイの養殖も行われた。
池の建設に要した費用は総額で2,056万2,000円（当時）。その効果は受益地90町歩（90ヘクタール）の水田において年間で630石、当時の金額換算で522万9,000円の増収と見積もられた。なお、土手の材料となる粘土は現在の佐久市立浅科中学校のある場所から採掘したもので、かつて小高い丘状の畑であった場所は採掘により平坦になり、さらに整地して校庭とした。

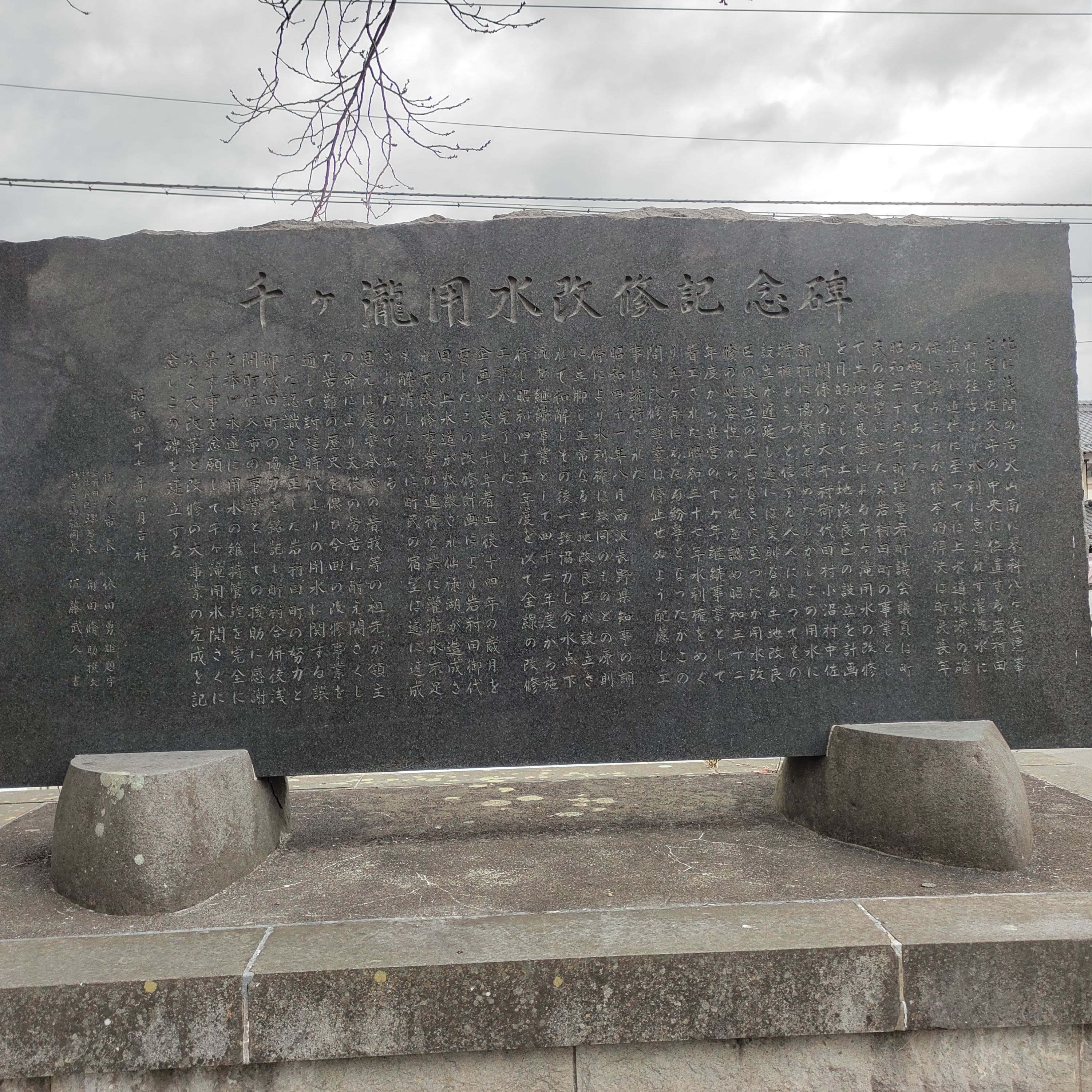
千ヶ滝用水改修を記念して1972年（昭和47年）4月に仙禄湖畔に建てられた記念碑

その後、1957年（昭和32年）からは千ヶ滝湯川用水の改良が実施され、1971年（昭和46年）3月に完成。1973年（昭和48年）、現在のSBC佐久ラジオ中継局が開設され、湖底にアンテナの接地線が張り巡らされた。接地線を水中に置くのがアンテナの性能を高めるうえで有効との考えからによる。1993年（平成5年）3月には上信越自動車道・佐久インターチェンジが供用開始となり、1995年（平成7年）に仙禄湖公園が整備された。

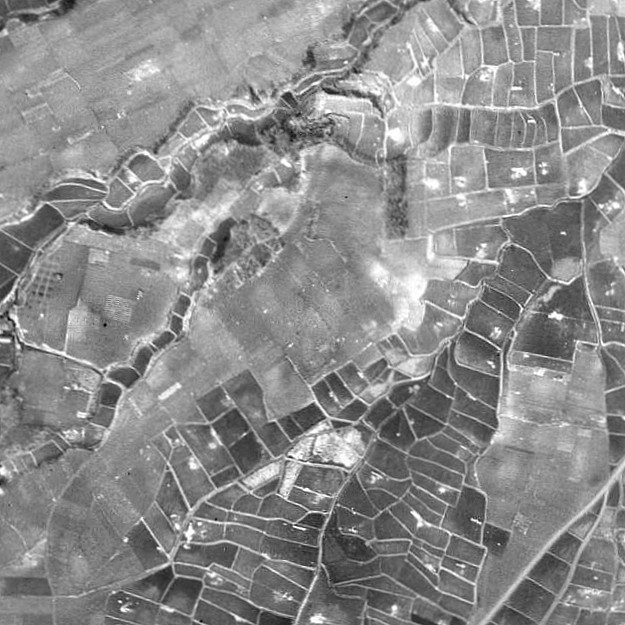
着工前（1948年）
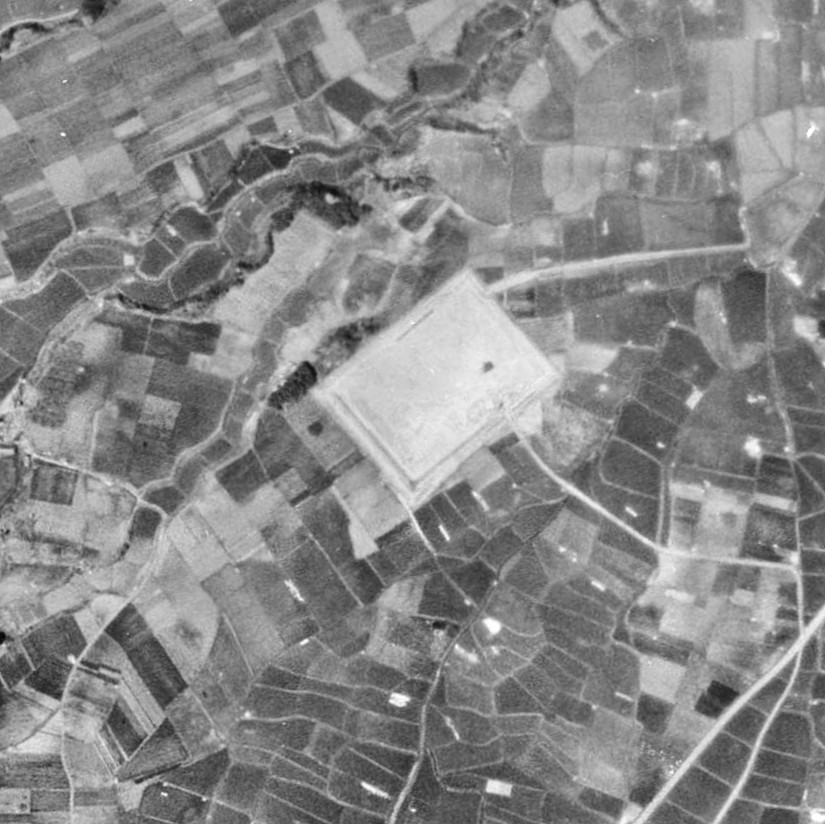
建設中（1955年）
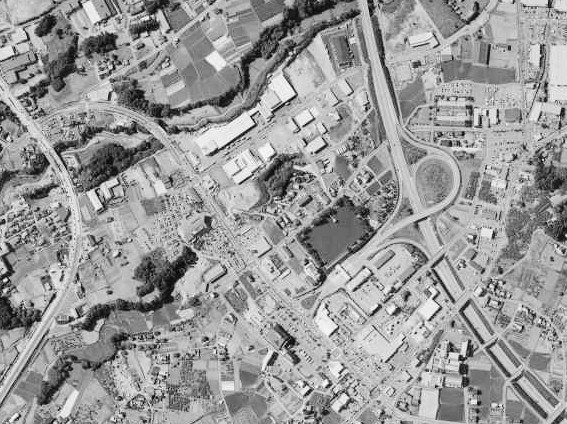
佐久IC設置後（2001年）

## 命名

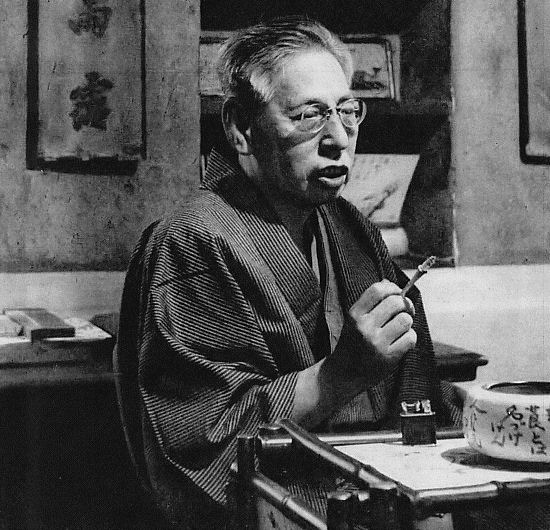
佐藤春夫

仙禄湖という名称は、作家・佐藤春夫が命名した。佐藤は1945年（昭和20年）4月、北佐久郡平根村に5年間疎開し、当地の自然を愛したという。湖畔に建つ「佐藤春夫先生詩碑之由来」の碑に「仙禄湖ノ名ノオコリ」が付記されており、その中の「先生ノ言葉」の箇所を引用する。
すなわち、浅間山の麓、「浅麓」に「仙禄」の漢字を当てたということである。
「仙」の字は当地が中仙道の沿線にあることから、「禄」の字は農地に温水を送ることで石高（収穫量）を増す→「禄」を増すことからそれぞれ選ばれた。佐藤は「せんろくこ」の語呂が流麗でない（特に「ろ」の母音 [o] が重い）ことを気にしていたが、その一方で呼び慣れてしまえば名前はどれも同じだとも考えていた。
仙禄湖の読みついては、「せんろくこ」・「せんろっこ」の2種類の使用が確認できる。

## アクセス
公共交通機関
JR佐久平駅よりタクシーで2分間。
自家用自動車
上信越自動車道・佐久インターチェンジ下車。普通車10台が駐車可能な駐車場がある。